# Cece di Merella
Il cece di Merella è una varietà tipica di cece coltivata nella frazione rurale di Merella, in una zona pianeggiante a breve distanza dal fiume Scrivia, nel territorio comunale di Novi Ligure. Si tratta di un territorio piuttosto inconsueto per la coltivazione del cece in Italia, che in genere è diffusa nel centro e sud del paese.

## Gastronomia
Il cece di Merella è tradizionalmente utilizzato sia nella preparazione della farinata, che in minestroni, passati e vellutate.

## Riconoscimenti
Il prodotto è stato riconosciuto come P.A.T. dalla Regione Piemonte.